# Citadel Broadcasting
Citadel Broadcasting Corporation — бывшая американская радиовещательная компания, располагавшаяся в Лас-Вегасе. Контролировала 243 радиостанции в США и занимала третье место по этому показателю, уступая iHeartMedia иd Cumulus Media. 10 марта 2011 г. Cumulus Media объявила о покупке Citadel Broadcasting. После получения условного одобрения регулирующих органов в лице Министерства юстиции и Федеральной комиссии по связи сделка была одобрена акционерами Citadel 15 сентября 2011 г., слияние двух компаний завершилось 16 сентября.

## История
Компания была основана в 1984 г. в Фениксе, штат Аризона, Ларри Уилсоном как Citadel Associates Limited Partnership. В 1990 г. она была переименована в Citadel Associates Montana Limited Partnership с целью владения и эксплуатации станций в штате Монтана, которые ранее принадлежали CALP. Год спустя Citadel Broadcasting была официально зарегистрирована, а в 1984 г. приобрела все радиостанции, принадлежавшие её предшественникам.
За десять лет Citadel расширилась до 26 штатов. За этот период она приобрела Bloomington Broadcasting, 11 радиостанций Dick Broadcasting Company и три радиостанции у Slone Broadcasting, Inc. и Slone Radio, LLC. В 2000 г. Liggett Broadcasting продало Citadel свои радиостанции в Мичигане, Нью-Йорке, Миннесоте, Южной Каролине, Огайо и Калифорнии, а Боб Лиггетт стал членом её совета директоров. В 2001 г. Ларри Уилсон продал Citadel частной инвестиционной компании Forstmann Little & Company за 2,1 млрд долл., к этому времени она контролировала 205 станций на 42 медиарынках США.
Citadel Broadcasting запустила онлайн-сервис Citadel Interactive в 2005 году, а год спустя запустила Right Now Radio.

### Покупка ABC Radio
6 февраля 2006 г. Forstmann Little и The Walt Disney Company договорились об объединении Citadel и ABC Radio за 2,7 млрд долл.. Акции, представляющие 57 % Citadel, были распределены между акционерами The Walt Disney Company после приобретения компанией 22 станций у ABC Radio. В сделку не вошли принадлежащие и управляемые дочерние радиостанции Radio Disney и ESPN Radio.
После сделки структура собственности Citadel выглядела следующим образом:
- 57 %: акционеры The Walt Disney Company
- 27 %: Forstmann Little
- 16 %: другие бывшие акционеры Citadel

Чтобы соответствовать ограничениям владения Федеральной комиссии по связи, Citadel продала 12 своих радиостанций. Десять лицензий станций были переданы недавно созданной трастовой компании The Last Bastion Station Trust, LLC. Две станции в Кортленде, штат Нью-Йорк, были проданы до слияния в рамках отдельной сделки; WIII была продана Saga Communications, а WKRT (теперь WYBY) была бесплатно передана Bible Broadcasting Network в качестве пожертвования, не облагаемого налогом.
19 июня 2008 г . Arbitron расширил определение рынка Оклахома-Сити, позволив Citadel владеть пятью FM-станциями в указанном районе, и в это время она подала заявку на повторное приобретение KKWD у The Last Bastion Station Trust, LLC. Согласно документам ФКС, 9 июля 2009 г. KKWD была повторно включена в портфолио станций Citadel.
2 апреля 2009 г. ABC Radio сменило название на Citadel Media, чтобы отразить право собственности на основную радиосеть.
Помимо Citadel Media, Citadel владела радиосетями Arkansas Radio, Tennessee Titans Radio, Buffalo Bills Radio Network и Michigan Talk.

### Проблемы компании
1 марта 2008 года бывшие радиостанции Disney/ABC в портфеле Citadel столкнулись с серьёзными финансовыми проблемами. В тот же период были уволены сотни работников, поскольку некоторые станции со временем сменили формат — в первую очередь на собственную спутниковую сеть The True Oldies Channel.
12 сентября 2008 года Citadel Broadcasting получила уведомление от Нью-Йоркской фондовой биржи, предупреждающее о возможном делистинге после того, как акции компании упали ниже текущих критериев листинга за последние 30 дней. 27 февраля 2009 г. NYSE провела эту акцию. После IPO на сумму 20,67 доллара в августе 2003 г. и максимума в 22,70 доллара в декабре 2003 г. CDL закрылась на уровне 0,01 доллара 6 марта 2009 г. Делистинг произошёл 5 марта 2009 года.
После исключения из списка сотрудники Citadel Broadcasting прекратили проведение телеконференций и больше не будут выпускать ежеквартальные рекомендации. Но в отчете 10-Q, поданном 7 мая 2010 года в Комиссию по ценным бумагам и биржам США (SEC), указывалось, что Citadel рассчитывает оставаться в соответствии с ковенантами кредиторов до 2009 года. Учитывая условия, маловероятно, что компания выполнит установленные контрольные показатели, ударить в 2010 году, начиная с 15 января того же года. У Citadel был долг в размере 2 миллиардов долларов после сделки 12 июня 2007 года с Disney о собственности ABC Radio. В целом выручка Citadel упала почти на 23 %.
В ежеквартальном отчете SEC компания сообщила о возможности банкротства по главе 11. В заявлении компании говорится, что она «не рассчитывает выполнить свои ковенантные требования в рамках кредитной и срочной кредитной линии по состоянию на 15 января 2010 года». The Wall Street Journal сообщил, что Citadel работала над «заранее подготовленным» пакетом банкротства, в соответствии с которым кредиторы получат право собственности на Citadel в обмен на списание около 2 миллиардов долларов из долга компании в 2,76 миллиарда долларов. Подача заявок началась 20 декабря 2009 г. Подача документов началась 20 декабря 2009 года.
В течение этого периода его старшие кредиторы получили 90 % капитала, и реструктуризация, одобренная федеральным судьей по делам о банкротстве Манхэттена, в настоящее время завершена. Долг компании сократился с 2,14 млрд долларов до 762,5 млн долларов, и вещательная компания была готова стать не только оператором, но и покупателем.
11 декабря 2009 года The Wall Street Journal сообщила, что Citadel планировала объявить о банкротстве к концу месяца, а через девять дней Citadel подала заявление о банкротстве. Компания вышла из банкротства в июне 2010 года, и с этого момента принадлежала своим крупнейшим кредиторам — далласскому хедж-фонду R2 Investments, банку JPMorgan Chase и фирме по выкупам TPG.

### Покупка Cumulus Media
Через несколько месяцев после банкротства Citadel Broadcasting компания Cumulus Media из Атланты обратилась к ней с двумя предложениями о слиянии (1-е - 31 долл. за акцию, т.е. с 16% премией с биржевой цене, для 2-го были привлечены дополнительные средства от партнёра по прямым инвестициям), которые были отклонены. В феврале 2011 года телеканал CNBC сообщил, что Cumulus ведет «эксклюзивные переговоры» о приобретении Citadel. Это третье предложение будет стоить акционерам Citadel 2,5 миллиарда долларов, некоторые из которых, как говорят, уже подталкивали совет директоров к рассмотрению вопроса о продаже.
10 марта 2011 г. Citadel Broadcasting объявила по электронной почте, что она была приобретена Cumulus Media в рамках сделки на сумму 2,4 миллиарда долларов. Однако некоторые из радиостанций Cumulus или Citadel должны были быть переданы в доверительное управление, чтобы соответствовать ограничениям владения FCC, особенно на тех рынках, где у Citadel уже была «дедовская» группа сверхлимитных станций. В конечном итоге к ним относятся WELJ в Монтоке, штат Нью-Йорк, и WCAT-FM в Карлайле, штат Пенсильвания, переданные в траст под управлением Скотта Кноблауха. Сделка завершилась 16 сентября 2011 года.

## Экологические проекты
16 апреля 2008 г. Citadel Broadcasting стала первой общеорганизационной радиокомпанией, которая присоединилась к «Программе партнерства Green Power» Агентства по охране окружающей среды и выделила 1 млн долл. на рекламу общественных услуг Educational Green. В апреле 2008 года компания ABC/Citadel’s KGO в Сан-Франциско, штат Калифорния, устанавливала оборудование для вещания с использованием солнечной энергии в дневное время. Максимальная номинальная мощность солнечных батарей, установленных на площадке передатчика КГО, составляет немногим более 7 кВт, что в идеальных условиях составляет около 15 % от 50 кВт мощности, излучаемой передатчиком станции в дневное время.